# Reisdorf (Thüringen)
Reisdorf is een ortsteil van de stad Bad Sulza in de Duitse deelstaat Thüringen. Tot 31 december 2012 was het een zelfstandige gemeente.
Auerstedt · Bergsulza · Dorfsulza · Flurstedt · Gebstedt · Ködderitzsch · Neustedt · Oberneusulza · Reisdorf · Schwabsdorf · Sonnendorf · Stadtsulza · Wickerstedt